# John Ratzenberger
Pour les articles homonymes, voir Ratzenberger.
John Deszo Ratzenberger est un acteur, réalisateur et scénariste américain né le 6 avril 1947 à Bridgeport dans le Connecticut (États-Unis).
Il est connu dans le monde de l'animation pour avoir interprété un personnage dans tous les longs-métrages de Pixar jusqu'à En avant, notamment le cochon Bayonne dans les films de Toy Story et le camion Mack dans les films de Cars.
En incluant le doublage et les caméos, il est le troisième acteur ayant généré le plus de revenus au box-office de tous les temps.

## Biographie
John Dezso Ratzenberger nait le dimanche de Pâques, le 6 avril 1947, à Bridgeport, dans le Connecticut. Sa mère, Bertha Veronica (née Grochowski), est d'origine polonaise. Son père, Dezso Alexander Ratzenberger , est d'origine autrichienne et hongroise et vétéran de la Seconde Guerre mondiale, il était ingénieur de combat aux Philippines.
Ratzenberger fréquente l'école St. Ann, Fairfield Prep, puis le lycée Bassick à Bridgeport, avant d’étudier à la Sacred Heart University (en) à Fairfield, dans le Connecticut.
En 1969 Ratzenberger travaille au festival de Woodstock comme conducteur d’engins lourds et membre de l’équipe chargée de construire la scène.
Il déménage à Londres en 1971 où il commence sa carrière d’acteur, de scénariste et de réalisateur.
Au cours des années 1970, il forme avec Ray Hassett un duo comique théâtral appelé Sal's Meat Market qui tourne dans toute l’Europe pendant huit ans. Sal's Meat Market a fortement influencé Peter Richardson et Nigel Planer pour leur duo pour The Outer Limits et  The Comic Strip.
Son premier rôle dans un long métrage important est  celui d’un client dans The Ritz en 1976. À la fin des années 1970 et au début des années 1980, Ratzenberger apparait dans divers rôles au cinéma en l’Europe, notamment dans Un pont trop loin, tourné aux Pays-Bas, dans le rôle du lieutenant James Megellas, dans Superman, dans le rôle d’un contrôleur de missile, dans Superman II, dans le rôle d’un opérateur de contrôle de la NASA, dans Star Wars : L’Empire contre-attaque, dans le rôle du major Derlin, dans Outland, dans le rôle d’un mineur condamné nommé Tarlow et Gandhi tourné en Inde, où il joue un lieutenant américain.
Ratzenberger a vécu à Londres pendant dix ans. Depuis 1994 il vit à Vashon, Washington.
Il épouse Georgia Stiny en 1984, ils auront deux enfant. Ils divorcent en 2004. Il se remarie avec Julie Blichfeldt en novembre 2012.
Ratzenberger a mis au point un produit d’emballage alternatif, fabriqué à partir de papier recyclé biodégradable et non toxique, comme solution de rechange sûre aux chips de polystyrène expansé (aussi appelées chips de calage) et au papier bulle. Ce produit, nommé SizzlePak, était fabriqué par sa société Eco-Pak Industries, qu’il a cofondée en 1989. En 1992, il a vendu Eco-Pak à la société Ranpak Corp.
Ratzenberger est membre du Parti républicain. Lors de l'élection présidentielle américaine de 2008, il fait campagne pour John McCain, apparaissant aux côtés de son ancien partenaire de la série Cheers, Kelsey Grammer, lors de plusieurs événements du parti républicain,. Ratzenberger s’est opposé vivement au projet de loi sur la réforme de la santé de 2010 (en) qu’il a qualifié de socialiste. Le 17 janvier 2010 il prend la parole pour soutenir Scott Brown pour sa candidature au Sénat américain lors d’un rassemblement  à Worcester, Massachusetts. Ratzenberger fait aussi campagne pour Josh Mandel, candidat républicain à la trésorerie de l’État de l’Ohio en 2010 et sert de maître de cérémonie lors de l’inauguration de Mandel à ce poste en 2011. Il a envisagé de se présenter aux élections sénatoriales de 2012 dans le Connecticut. Ratzenberger soutient Mitt Romney lors de l’élection présidentielle de 2012. Il apparait dans l’émission Your World with Neil Cavuto pour soutenir Donald Trump lors de sa campagne présidentielle de 2016, peu après que Trump soit devenu le candidat présumé du Parti républicain. En 2017, il félicite Trump pour son travail présidentiel, déclarant qu’il avait fait « un travail remarquable en ce qui concerne l'industrie manufacturière »,.
Pendant la pandémie de COVID-19, Ratzenberger exprime son soutien au Service postal des États-Unis (USPS) en 2020 via Cameo, en encourageant les gens à faire des dons ou à acheter leurs cadeaux de Noël à l’avance pour aider le service,.

## Carrière

### Cheers
Ratzenberger interprété le facteur Cliff Clavin dans la sitcom Cheers. En tant qu’artiste d’improvisation, il demande aux producteurs s’ils avaient imaginé un personnage de type « monsieur-je-sais-tout » fréquentant le bar ; les producteurs ont trouvé que c’était une excellente idée, et ainsi est né le personnage de Cliff Clavin. Ratzenberger a également eu l’idée des chaussettes blanches caractéristiques de Cliff, qu’il porte en hommage à Jacques Tati.
Cliff est devenu célèbre pour ses histoires extravagantes, ses anecdotes, et sa phrase fétiche (souvent répétée) : « C’est un fait peu connu… » Cliff et Norm, les deux clients principaux du bar emblématique Cheers, jouaient les copains qui se retrouvaient pour parler de leur journée… ou de rien du tout.
Ratzenberger est nommé au Primetime Emmy Award du meilleur acteur dans un second rôle dans une série télévisée comique en 1985, puis à nouveau en 1986,. Il a également prêté sa voix à une version animée de Cliff dans l’épisode « La Peur de l'avion » de la sixième saison des Simpson. Il a repris ce rôle dans le spin-off The Tortellis (en) ainsi que dans un épisode de la série Wings, créée par les mêmes auteurs.

### Doublage
Ratzenberger a prêté sa voix à de nombreux projets d’animation, notamment dans les productions Pixar. Il a interprété des personnages dans 23 films Pixar. Selon Ratzenberger, la tradition de Pixar de l’inclure comme porte-bonheur dans chaque film depuis Toy Story est due à son amitié avec l’ancien réalisateur et producteur de Pixar, John Lasseter, qui a dirigé ou produit les vingt premiers films du studio. Cette habitude est parodiée dans le générique de fin de Cars, où son personnage, Mack, regarde des versions automobiles de films Pixar (Toy Car Story, Monster Trucks, Inc., et 1001 Pattes), et finit par réaliser que tous les personnages sont doublés par le même acteur. Il s’exclame alors : « Ils utilisent le même acteur encore et encore ! », avant de s’indigner : « C’est quoi cette production au rabais ?! ». Ratzenberger a déclaré que son rôle préféré chez Pixar était Hamm, dans la série Toy Story, avec une mention honorable pour P.T. Flea dans 1001 Pattes.
Après le départ de Lasseter de Pixar, Ratzenberger exprime son mécontentement envers la nouvelle direction du studio et ses productions récentes, affirmant qu’« elles sont nulles » et critique les messages politiques qu’il considére comme trop présents dans les films,. Le 23ᵉ film Pixar, Soul  en 2020, est le premier à ne pas faire appel à Ratzenberger, bien qu’un personnage à son image y fasse une apparition, selon le co-réalisateur Kemp Powers, un caméo confirmé par Pete Docter dans les commentaires audio du film. Après avoir prêté sa voix à tous les films Pixar de Toy Story en 1995 à En avant en 2020, Ratzenberger ne sera plus entendu dans aucun autre film Pixar, à l’exception du 28ᵉ, Vice-Versa 2 en 2024,.
Ratzenberger continue cependant à collaborer avec Lasseter, qui produit tous les longs-métrages et séries de Skydance Animation,,. Il y incarne Rootie, la racine porte-malheur dans Luck (2022), premier film du studio, Caruncle, l’extraterrestre dans la première saison de WondLa (en) (2024), première série du studio et Milo, le dresseur de monstres dans Ellian et le Sortilège (2024), deuxième long-métrage du studio.
En dehors des productions Pixar et Skydance, Ratzenberger a également prêté sa voix à Harland, le pousseur de jets dans Planes (2013) des studios Disneytoon et à Brodi, l’avion, dans la suite Planes 2 (2014),, ces deux films sont des dérivés de la série Cars de Pixar et ont été produits par Lasseter.
De plus, il a doublé Aniyaku, le directeur adjoint, dans la version anglaise du film du Studio Ghibli Le Voyage de Chihiro, également produit par Lasseter.
Enfin, Ratzenberger a repris son rôle du Yéti et a doublé un nouveau personnage nommé Bernard dans la série animée de Disney Television Monstres et Cie : Au travai, qui se déroule après les événements du film Monstres et Cie.

## Filmographie

### Comme acteur
- 1976 : The Ritz : Patron
- 1977 : L'Ultimatum des trois mercenaires (Twilight's Last Gleaming) : Sgt. Kopecki
- 1977 : Un pont trop loin (A Bridge Too Far) : U.S. lieutenant
- 1977 : Valentino : Newshound
- 1978 : Les Cités d'Atlantis (Warlords of Atlantis) : Fenn
- 1978 : Superman : 1st Controller
- 1979 : The Bitch : Hal Leonard
- 1979 : Guerre et Passion (Hanover Street) : Sgt. John Lucas
- 1979 : Yanks : Cpl. Cook
- 1979 : Le Trésor de la montagne sacrée (Arabian Adventure) : Achmed
- 1980 : Star Wars, épisode V : L'Empire contre-attaque (Star Wars: Episode V - The Empire Strikes Back) : Maj. Bren Derlin
- 1980 : Nuits de cauchemars (Motel Hell) : Drummer
- 1980 : Superman 2 : Controller

- 1981 : Outland ...loin de la terre (Outland) : Tarlow
- 1981 : Ragtime de Miloš Forman : Policeman
- 1981 : Les Rouges (Reds) : Communist Leader
- 1981 : The Good Soldier (TV) : Jimmy
- 1981 : Les Survivants du Goliath (Goliath Awaits) (TV) : Bill Sweeney
- 1982 : Le Camion de la mort (Warlords of the 21st Century) : Rusty
- 1982 : Firefox, l'arme absolue (Firefox) : Chief Peck
- 1982 : Gandhi : American Lt., driver for Bourke-White
- 1984 : Protocol : Security Guard on TV
- 1985 : Le Jeu du faucon (The Falcon and the Snowman) : Detective
- 1986 : Combat High (TV) : Mr. Barnett
- 1987 : Tueur du futur (Timestalkers) (TV) : General Joe Brodsky
- 1987 : House 2 : la deuxième histoire (House II: The Second Story) : Bill
- 1988 : Small World (feuilleton TV) : Morris Zapp
- 1988 : Going to the Chapel (TV)
- 1990 : Friends in Space (TV) : Tom Phillips
- 1990 : Camp Cucamonga (TV) : Marvin Schector
- 1990 : Capitaine Planète (Captain Planet and the Planeteers) (série télévisée) : Rigger (1990-1993) (voix)
- 1995 : Toy Story : Bayonne (voix)
- 1997 : Sous pression (Bad Day On the Block) : Al Calavito
- 1997 : Le Nouvel Espion aux pattes de velours (That Darn Cat) : Dusty
- 1997 : Pour une nuit (One Night Stand) : Phil
- 1997 : Dog's Best Friend (TV)
- 1998 : A Fare to Remember
- 1998 : 1 001 Pattes (A Bug's Life) : P.T. Flea (voix)
- 1999 : Toy Story 2 : Bayonne (voix)
- 2000 : Tick Tock : Clay Fairfield, P. I.
- 2000 : Pigs Next Door (série télévisée) (voix)
- 2001 : Disparition programmée (Determination of Death) : Charlie Halloran
- 2001 : Monstres et Cie (Monsters, Inc.) : Yeti (voix)
- 2001 : That '70s Show : Glen (Saison 3, épisode 20)
- 2002 : The Pennsylvania Miners' Story (en) (TV) : Thomas 'Tucker' Foy
- 2003 : Le Monde de Nemo (Finding Nemo) : Le banc de poisson-lune (voix)
- 2003 : Touche pas à mes filles : Fred Doyle
- 2004 : Les Indestructibles (The Incredibles) : Le démolisseur (voix)
- 2005 : All In : Actor
- 2006 : Something New : Frère de Brian (non crédité)
- 2006 : Cars : Mack (voix)
- 2007 : Ratatouille : Mustafa (voix)
- 2008 : WALL-E : John (voix)
- 2009 : Là-haut (Up) : Tom (voix)
- 2010 : Toy Story 3 : Bayonne (voix)
- 2011 : Cars 2 : Mack (voix)
- 2012 : Rebelle (Brave) : Gordon (voix)
- 2012 : Mon Père Noël bien-aimé (Matchmaker Santa) (TV) : George
- 2012-2014 : Drop Dead Diva : Larry Kaswell
- 2013 : Legit (série télévisée) : Walter Nugent
- 2013 : Monstres Academy (Monsters University) : Yeti (voix)
- 2015 : Vice-versa (Inside Out) : Fritz (voix)
- 2015 : Le Voyage d'Arlo (The Good Dinosaur) : Earl (voix)
- 2016 : Le Monde de Dory (Finding Dory) : Bill (voix)
- 2017 : Cars 3 : Mack (voix)
- 2017 : Coco : Juan Ortodoncia (voix)
- 2018 : Les Indestructibles 2 (Incredibles 2) : Le démolisseur (voix)
- 2019 : Toy Story 4 : Bayonne (voix)
- 2020 : En avant (Onward) : Felix, l'ouvrier du bâtiment
- 2021 : Monstres et Cie : Au travail (TV) : Yeti

### Comme réalisateur
- 1990 : Evening Shade (série télévisée)
- 1994 : Sister, Sister (série télévisée)
- 1996 : Pearl (en) (série télévisée)

### Comme scénariste
- 1990 : Friends in Space (TV)

## Anecdote
Un hommage comique aux nombreuses collaborations de John Ratzenberger dans les films de Pixar est rendu lors du générique de fin du film d'animation Cars. En effet, il y a une séquence où les voitures sont au cinéma et regardent divers films de Pixar mais en version voiture et Mack (le personnage qu'interprète Ratzenberger en version originale) fait remarquer qu'on entend souvent le même acteur. L'hommage fonctionne assez bien aussi dans le doublage québécois car c'est Benoît Rousseau qui a doublé trois des quatre rôles de Ratzenberger audibles dans la séquence, contrairement aux doublages français qui ont employé des comédiens différents pour chaque personnage concerné.

## Voix françaises
En France
| - Patrick Préjean dans : - Toy Story (voix) - Toy Story 2 (voix) - That '70s Show (série télévisée) - Touche pas à mes filles (série télévisée) - Toy Story 3 (voix) - Drop Dead Diva (série télévisée) - Toy Story 4 (voix) - Guillaume Orsat dans : - Cars (voix) - Cars 2 (voix) - Cars 3 (voix) - Michel Prud'homme dans (les téléfilms) : - Mon Père Noël bien-aimé - L'Arnaque de Noël - Romance à l'hôtel - Jean-François Aupied dans : - WALL-E (voix) - Là-haut (voix) - Serge Biavan dans : - Rebelle (voix) - Les Indestructibles 2 (voix) | Et aussi - Maurice Sarfati dans Les Sept Cités d'Atlantis - Marc François dans Firefox, l'arme absolue - Edgar Givry dans 1 001 Pattes (voix) - Henri Guybet dans Monstres et Cie (voix) - Bernard Métraux et Philippe Catoire dans Le Monde de Nemo (voix) - Pascal Massix dans Les Indestructibles (voix) - Michel Papineschi dans Ratatouille (voix) - Gérard Rinaldi dans Un Noël recomposé (téléfilm) - Frédéric Norbert dans Monstres Academy (voix) - Thierry Murzeau dans Bones (série télévisée) - Boris Rehlinger dans Le Voyage d'Arlo (voix) - Mark Lesser dans Le Monde de Dory (voix) - Patrick Delage dans Coco (voix) - Emmanuel Curtil dans Luck (voix) - Patrick Bonnel dans Poker Face (série télévisée) |

Au Québec
| - Benoît Rousseau dans : - Histoires de jouets (voix) - Une vie de bestiole (voix) - Histoires de jouets 2 (voix) - Les Bagnoles (voix) - Histoires de jouets 3 (voix) - Les Bagnoles 2 (voix) - Les Bagnoles 3 (voix) - Daniel Picard dans : - Monstres, Inc. (voix) - L'Université des Monstres (voix) | - Pierre Auger dans : - Les Incroyable (voix) - Les Incroyable 2 (voix) Et aussi - Hubert Gagnon dans Ratatouille (voix) - Yves Soutière dans WALL-E (voix) - Thiéry Dubé dans Là-haut (voix) - François Trudel dans Rebelle (voix) - Maël Davan-Soulas dans Sens dessus dessous (voix) - Sylvain Hétu dans Le Bon Dinosaure (voix) - Antoine Durand dans Trouver Doris (voix) - Christian Perrault dans Coco (voix) |